# هولتر غراهام
هولتر غراهام (بالإنجليزية: Holter Graham)‏ مواليد 11 فبراير 1972 في بالتيمور، الولايات المتحدة، هو ممثل ومنتج أمريكي بدأ مسيرته الفنية سنة 1986.

## الأعمال

### مسلسلات
- أز ذا وورلد تيرنز

### ألعاب فيديو
- جراند ثفت أوتو V
- ريد ديد ريدمبشن
- جراند ثفت أوتو: ليبرتي سيتي ستوريز
- ذا واريورز

## وصلات خارجية
- هولتر غراهام على موقع IMDb (الإنجليزية)
- هولتر غراهام على موقع ميوزك برينز (الإنجليزية)
- هولتر غراهام على موقع أول موفي (الإنجليزية)
- هولتر غراهام على موقع قاعدة بيانات الفيلم (الإنجليزية)
- الموقع الرسمي